# Mattersberg
Mattersberg ist eine Fraktion der Gemeinde Matrei in Osttirol. Die Ortschaft liegt im Iseltal und hat 74 Einwohner (Stand 1. Jänner 2024).

## Geographie
Der Mattersberg, ein Abhang des 2418 m hohen Kegelsteins, liegt im Iseltal östlich der Isel. Die nächstgelegenen Ortschaften sind Feld im Nordwesten bzw. Westen, das im Süden gelegene Huben und das im Osten befindliche Moos am gegenüberliegenden Ufer der Isel. Die Ortschaft Mattersberg selbst besteht aus einer Gruppe von 12 Häusern am linken Ufer der Isel, die gegenüber der Ortschaft Moos liegt. Zudem gehören zu Mattersberg die nördlich gelegenen Bauernhöfe Kros, Steiger und Seeler sowie die östlich von Feld gelegenen Bergbauernhöfe Mattersberger und Oberfeldner. Der Bauernhof Mattersberger ist in einer Höhe von rund 1.350 Metern das höchstgelegene Wohnhaus der Fraktion. Mattersberg ist Teil der Katastralgemeinde Matrei in Osttirol Land.

## Geschichte
Mit den im 19. Jahrhundert noch bestehenden Höfen Mattersberger, Innerschröck, Außerschröck, Egger, Oberfeldner, Zoppet, Steiger, Woar, Kros und Seeler war der Mattersberg ursprünglich wesentlich dichter besiedelt. Es handelte sich dabei großteils um kleine Höfe, von denen heute nur noch rund die Hälfte bewirtschaftet wird. Die anderen werden nur noch als Zulehen bewirtschaftet oder wurden aufgelassen. Vom Mattersberg stammt auch der Name Mattersberger, wobei beispielsweise auch Georg Mattersberger, der Vater des Erfinders der Nähmaschine Josef Madersperger, am Mattersberg aufwuchs.

## Bauwerke und Sehenswürdigkeiten
Auf den beiden hochgelegenen Höfen des Mattersbergs befinden sich eine Kapelle und ein Bildstock. Der Bauernhof Oberfeldner beherbergt eine kleine Hauskapelle, die 1940/1947 errichtet und den Armen Seelen geweiht wurde. Die Kapelle geht auf einen Gelöbnis der Familie Trager zurück, die den Oberfeldnerhof bewirtschaftet und die Kapelle aus Dankbarkeit für die Rückkehr von Peter Trager aus dem Zweiten Weltkrieg errichtete. In den 1980er Jahren wurde die Kapelle auf ihren heutigen Standort versetzt. Die Kapelle hat einen rechteckigen Grundriss mit einer eingezogenen Altarnische, über dem sich ein Schindeldach mit Dachreiter und Kreuz erhebt. Das Eingangsportal mit Rundbogen ist durch eine schmiedeeiserne Gittertür gesichert, im Inneren wird die Decke von einem Tonnengewölbe gebildet. In der Altarnische befindet sich ein Kreuzigungsbild von Jesus Christus.
Unweit der Armen-Seelen-Kapelle befindet sich auf dem Gelände des Mattersberger-Hofs das Mattersberger Kirchl, ein 1982 errichteter Kapellenbildstock, der aus Dank für die Heilung eines Kindes der Familie Mattersberger errichtet wurde. Der offene Kapellenbildstock verfügt über einen kleinen, angebauten Turm und wurde nach Plänen von Josef Brugger aus Matrei errichtet. Die rundbogige Nische wurde durch ein schindelgedecktes Pultdach geschützt und beherbergt ein Holzmosaik, das ebenfalls von Josef Brugger stammt, und in der Art eines Flügelaltars ausgeführt wurde. Das Holzmosaik zeigt die Mutter Gottes mit dem Jesuskind umgeben von Engeln. In den Flügeln befinden sich Darstellungen der Geburt Jesu mit der Anbetung durch die Hirten sowie die Anbetung durch die Heiligen drei Könige.